# 쉬카이청
쉬카이청(중국어 간체자: 徐开骋, 정체자: 徐開騁, 병음: Xú Kāichěng, 한자음: 서개빙, 1990년 8월 8일 ~ )은 중화인민공화국의 배우이다.

## 학력
- 상하이 희극학원 (졸업)

## 출연작

### 드라마
- 2014년 후난위성텔레비전 금응독파극장 《여과아애니》 - 유카이 역
- 2015년 후난위성텔레비전 청춘진행중 《명약효개》 - 통하오난 역
- 2016년 저장 위성 텔레비전 중국람극장 《애인적황언》 - 통샤오추 역
- 2017년 저장 위성 텔레비전 중국람극장 《심야식당》 - 차이쥐용 역
- 2018년 동방 위성 텔레비전 동방극장 《귀거래》 - 윌리엄 역
- 2018년 텐센트 웹드라마 《결애 : 천년의 사랑》 - 도가린 역
- 2018년 소후 웹드라마 《아재대리사당총몰》 - 칭모옌 역
- 2019년 유쿠 웹드라마 《배탁랍사형 》 - 오양 역
- 2019년 소후 웹드라마《내하BOSS요취아》 - 링이저우 역
- 2020년 텐센트 웹드라마 《차청봉명》 - 군림연 역
- 2020년 텐센트 웹드라마 《내하BOSS요취아 2》 - 링이저우 역
- 2021년 장쑤 위성 텔레비전 행복극장 《심도원계획》 - 친빈 역
- 2021년 텐센트 웹드라마 《아적표랑붕우》 - 싱텐밍 역
- 2021년 텐센트 웹드라마 《곡주부인 : 진주를 바친 여인》- 제욱 역
- 2021년 텐센트 웹드라마 《국자감래료개여제자》 - 안운지 역